# Saxifrage faux Orpin
Saxifraga aizoides
Espèce
Classification phylogénétique
La Saxifrage faux Orpin (Saxifraga aizoides) est une espèce de plante herbacée vivace du genre Saxifraga et de la famille des Saxifragacées. Elle se propage par de courts rhizomes, formant des tapis de petites colonies.

## Historique et dénomination
L'espèce Saxifraga aizoides a été décrite par le naturaliste suédois Carl von Linné en 1753.
Synonyme
- Leptasea aizoides (L.) Haw.

Noms vernaculaires
- Saxifrage aizoïde[2], Saxifrage faux aizoon, Saxifrage faux Orpin, Saxifrage jaune (des montagnes), Saxifrage des ruisseaux.

## Description

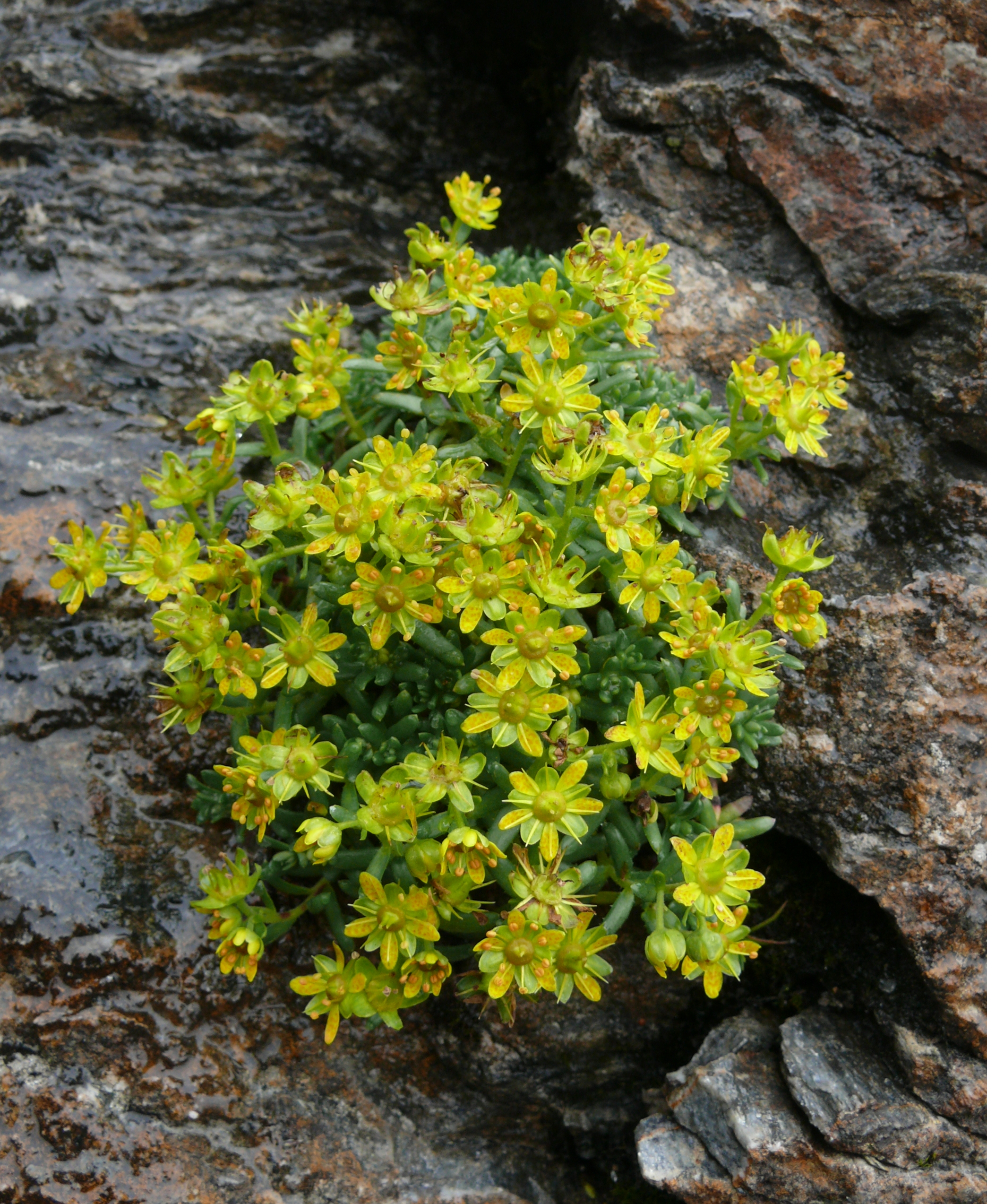
Habitus
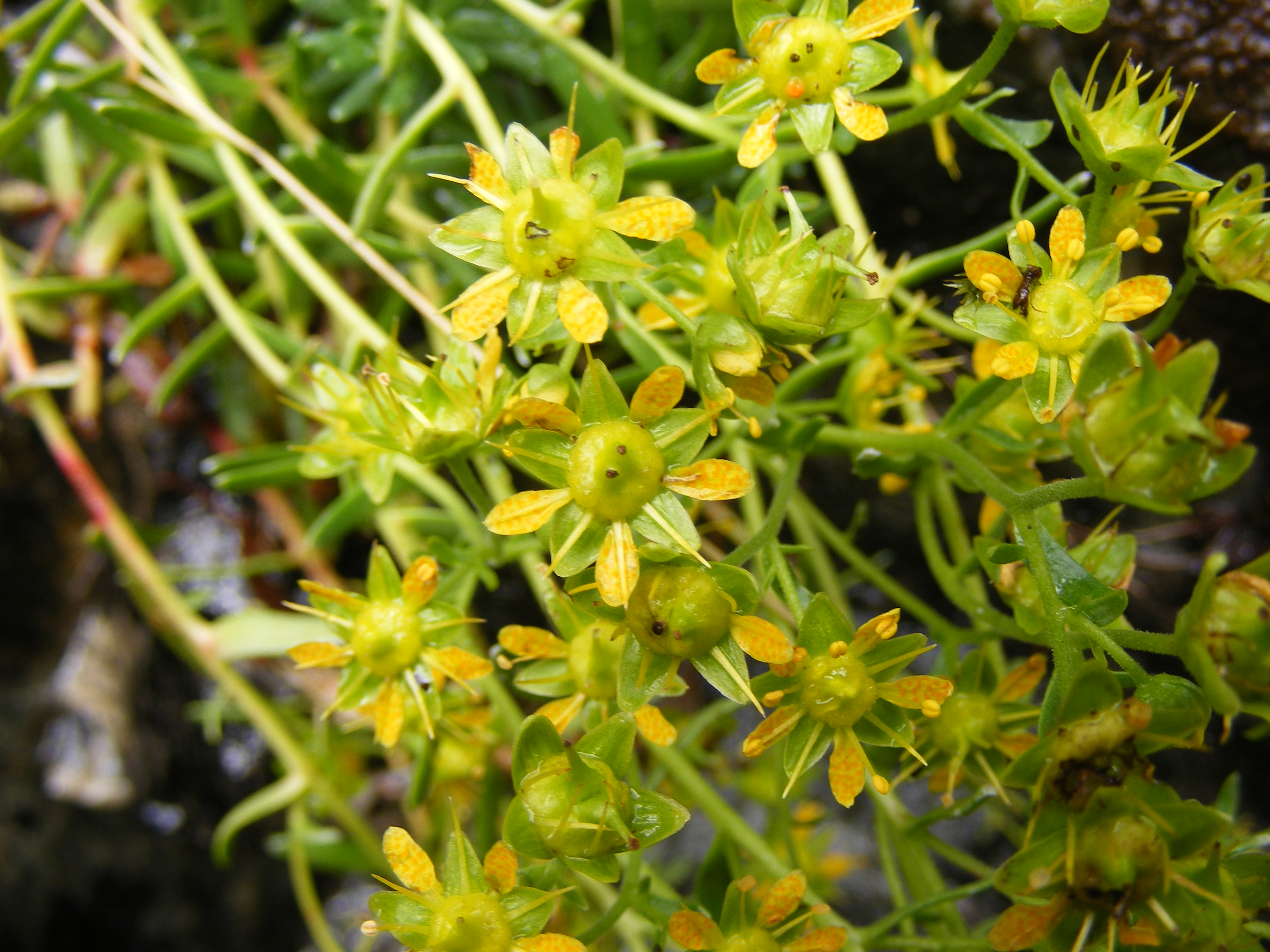
Fleurs
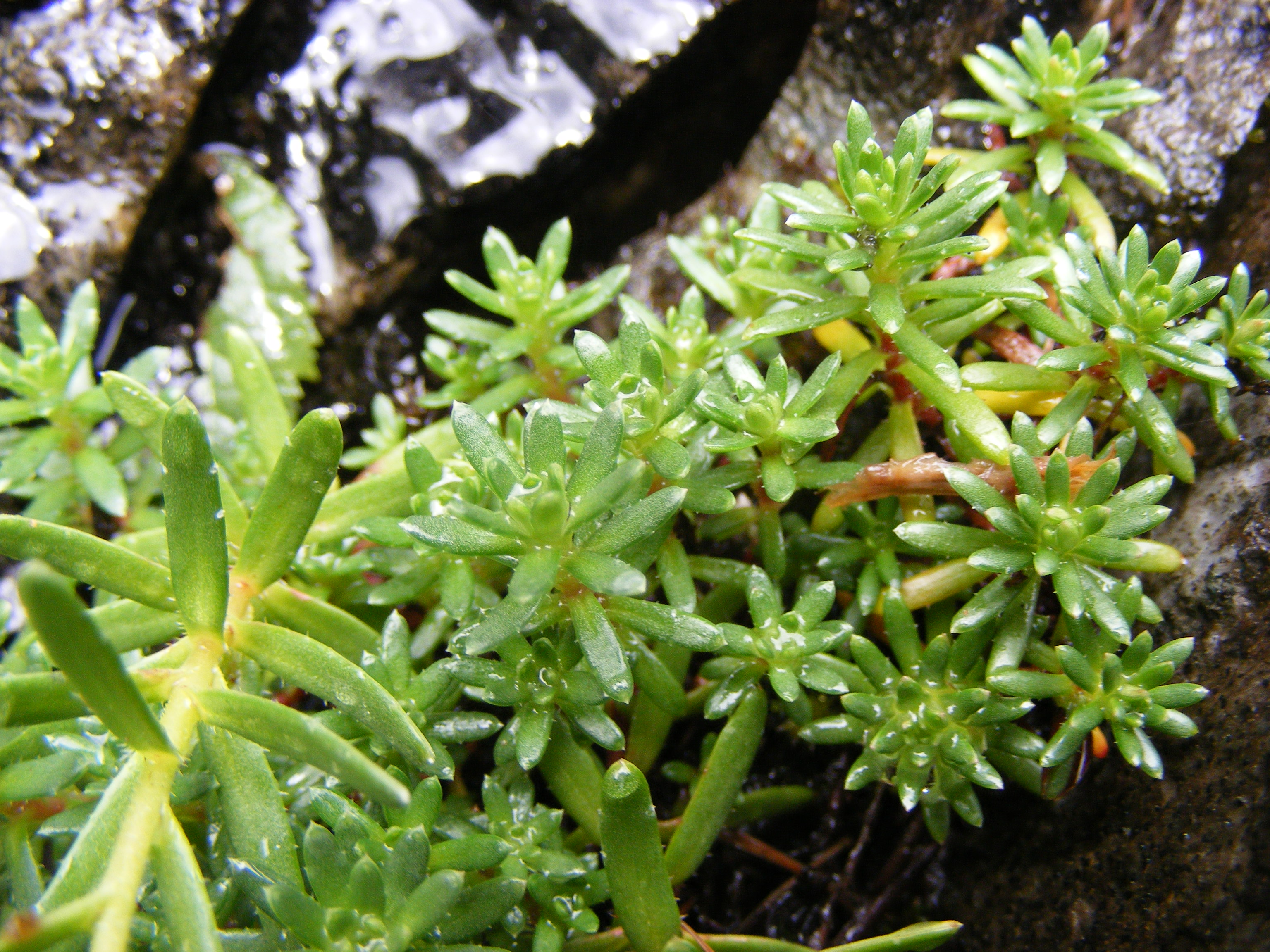
Feuilles
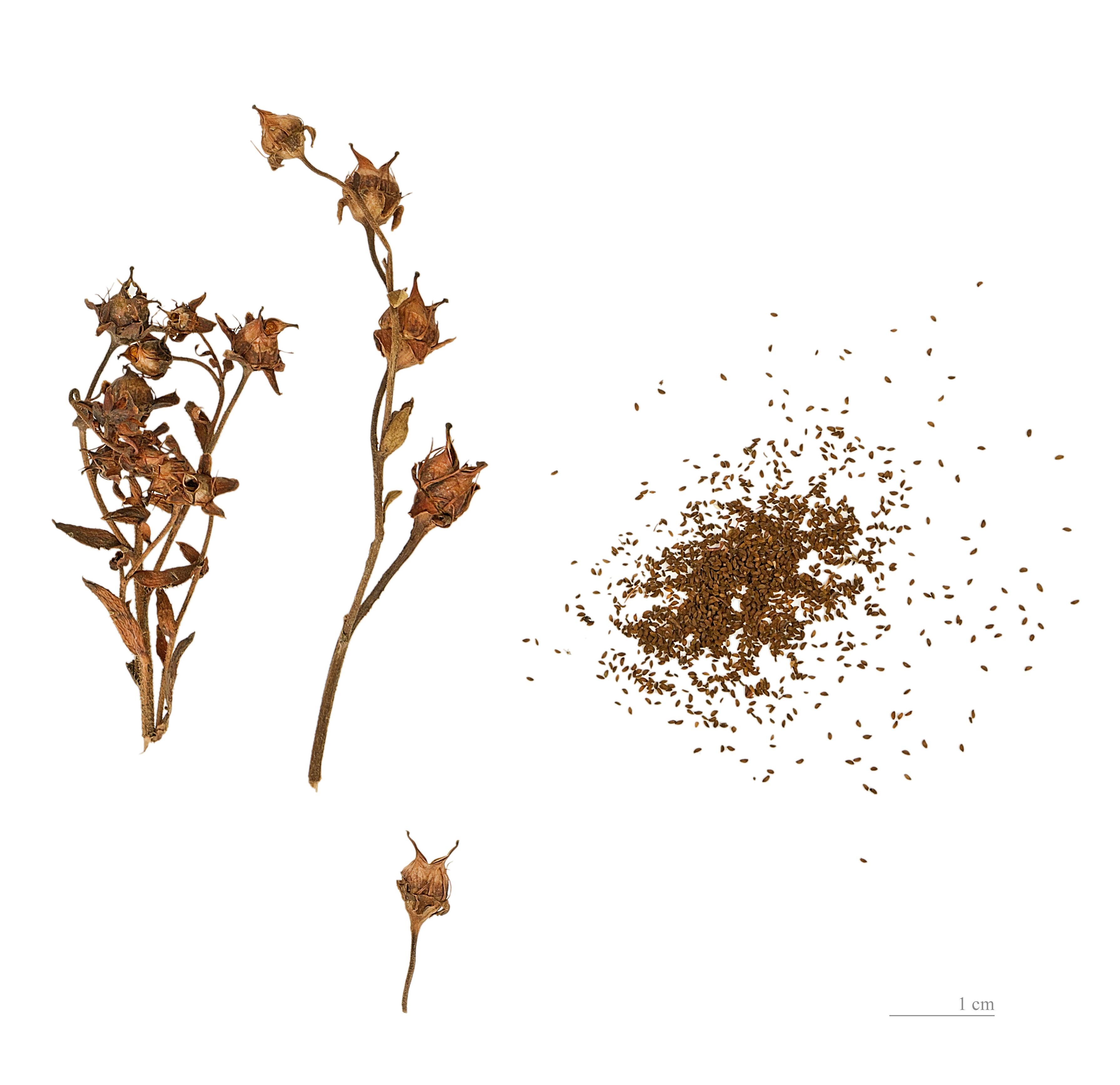
Capsules et graines - Muséum de Toulouse